# Bensonville
Bensonville é a capital do condado de Montserrado, na Libéria. Segundo o censo demográfico de 2008, a cidade possuía uma população de 4,089 habitantes.
A cidade tinha uma grande importância econômica antes da guerra civil na Libéria, tanto na produção agrícola, como arroz e na produção de industrializados como plástico e cimento.